# Wittinsburg
Wittinsburg is een gemeente en plaats in het Zwitserse kanton Basel-Landschaft, en maakt deel uit van het district Sissach.
Wittinsburg telt 414 inwoners.